# Грей Делайл
Грей Делайл (на английски: Grey DeLisle) е американска озвучаваща актриса, певица, стендъп комедиантка и писателка на песни.

## Биография и творчество
Ерин Грей Ван Усбрий е родена на 24 август 1973 г. в семейството на шофьора на камиони Джордж Ван Усбрий и певицата Джоана Рут. Нейната баба е салса певицата Ева Флорес, която през кариерата си е била сценична партньорка на Тито Пуенте.

### Озвучаваща актриса
Делайл се занимава с озвучаване от 1996 г. Първият сериал, за който дава гласа си, е Rugrats.
Активно озвучава анимационни филми, сериали и видео игри. Известна е най-вече с ролите си на Дафни Блейк, Вики и Туути в „Кръстници вълшебници“, Манди в „Мрачните приключения на Били и Манди“, Лизи, Баба Стафъм и Лудата старица с котките в „Кодово име: Съседските деца“, Кимико в „Шаолински двубои“, Франки Фостър, Дукеса и Гу в „Домът на Фостър за въображаеми приятели“, Азула в „Аватар: Повелителят на четирите стихии“, Д-р Ребека Холидей в „Генератор Рекс“, Кити Кетсуел в „Пале боец“, Лола, Лана и Лили в „Къщата на Шумникови“, Принц Пъпикорн в „Юникити“ и много други.
През 2001 г. наследява ролята на Дафни Блейк от покойната Мери Кей Бъргман във филма „Скуби-Ду: Гонитба в компютъра“. Делайл озвучава героинята в множество филми, както и в сериалите „Какво ново, Скуби-Ду?“, „Шаги и Скуби-Ду детективи“, „Скуби-Ду! Мистерия ООД“, и „Спокойно, Скуби-Ду!“ (2015–2018). От 2019 г. озвучава Дафни в „Скуби-Ду и виж кой друг!“.

### Награди
През 2006 г. е номинирана за наградата „Ани“ за озвучаване в телевизионен сериал за ролята на Кити в „Дейнджър Рейнджърс“.
Десет години по-късно Делайл получава втора номинация за ролята на Лърк в сериала на DreamWorks Animation и Netflix Dawn of the Croods.
През 2022 г. е номинирана за първата награда „Еми“ в категория „най-добър озвучаващ артист в анимационен сериал“ за Лола, Лана, Лили, Шерил, Скутс, Моупс и г-жа Бернардо в „Къщата на Шумникови“. Номинирана е заедно с Ерик Бауза за Бъгс Бъни, Марвин Марсианеца, Дафи Дък и Туити в „Шантави рисунки-мисунки“, Марк Хамил за Скелетор в „Господарите на вселената: Откритие“, Том Кени за Спонджбоб в „Спондж Боб Квадратни гащи“ и Франк Уелкър за Скуби-Ду, Фред и Себе си в „Скуби-Ду и виж кой друг!“. Печели Ерик Бауза.

### Певческа кариера
През периода 2000 – 2007 г. издава общо 7 албума със своя авторска кънтри музика.

### Личен живот
Омъжва се за актьора Кристофър Делайл през 1992 г. и се развеждат през 1993 г., но тя запазва фамилията му. Вторият ѝ брак е с Мъри Хамънд, с когото се женят през 2002 г. Синът им Джефърсън Тексас „Текс“ Хамънд се ражда на 31 януари 2007 г. Хамънд и Делайл се развеждат през 2010 г. От 2012 до 2017 г. е омъжена за Джаред Грифин, с когото се запознава чрез Туитър. Оттогава е кредитирана като Грей Грифин. На 7 август 2014 г. се ражда вторият ѝ син Харлан Рой Грифин. На 15 декември 2016 г. се ражда дъщеря ѝ Марипоса Рут Грифин.